# تفحص خویش (رامانا مهارشی)

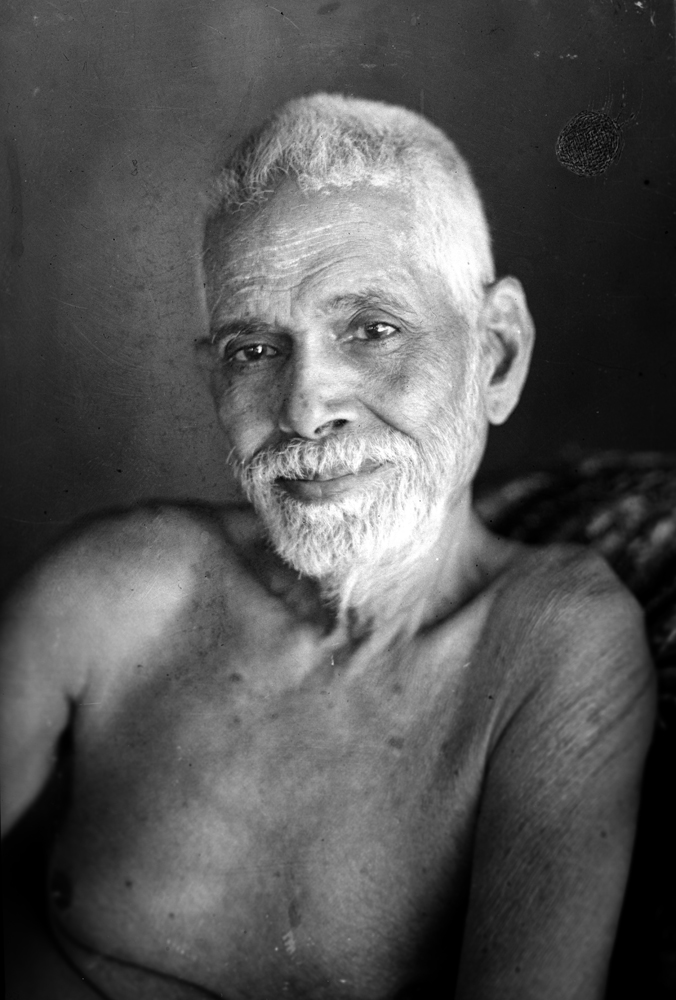
باگوان شری رامانا ماهارشی، آموزگار هندی که تمرین "تفحص خود" را سرراست‌ترین و کارآمدترین مسیر منتهی به کشف واقعیت نفس می‌دانست.

تفحص خویش یا تفحّص خود (دیواناگری: आत्म विचा، به سانسکریت ویچارا، جنانا ویچارا و همچنین آتما ویچارا نامیده می‌شود)، روشی است برای مراقبه جهت دست‌یابی به خودشناسی و خودآگاهی که گوروی هندی راماناماهارشی پیوسته آن را به عنوان یک تمرین معنوی (سادانا) توصیه می‌کرد. هدف، شناخت اندیشه «من» است، پدیده «من» یک واقعیت نامستقل و وابسته به «خودِ» جاودان و تغییرناپذیر (یا همان آتمان) است، گفته می‌شود «من» بدون «خود» یا آتمان نمی‌تواند وجود داشته باشد. این تمرین می‌خواهد تصور وجود یک من مستقل را از بین ببرد.

## روشِ تمرین

### تعقیب، چسبیدن و رها نکردن "من"
رامانا آموزید که با معطوف نگه داشتن توجه به فکر "من"، اندیشه ی "من" ناپدید می‌گردد، تنها "من-من" یا خودآگاهی می‌ماند، "آگاهیِ ناتلاشمندانه از بودن" منتج می‌شود و با ماندن در کنار این آگاهی، واساناها که نیروی انگیزنده افکار و اعمال و همچنین علت برخاستن اندیشه ی "من" هستند به محض برخاستن از میان می‌روند، با تمرین مداوم سرانجام فکر "من" دیگر هیچ‌گاه نمی‌خیزد که در این صورت می‎‌گویند شناخت خود (یا آتماجنانا) یا رهایی (چرخه شکنی) اتفاق افتاده است.

رامانا یک اوپادشا در اختیار شاگردان قرار می‌داد که به خود حقیقی مرید اشاره داشت و حقیقت آن را به او نشان می‌داد. دیوید گادمن نویسنده و از مریدان دیرینه رامانا می‌گوید: 
شری رامانا به مبتدیان در تفحص خود توصیه می‌کرد که توجهشان را معطوف کنند به احساس درونیِ من و تا هرزمان که شد آن را همان‌جا نگه دارند. بهشان گفته می‌شد هرگاه می‌بینند حواسشان توسط افکار دیگر پرت شد باید دوباره به آگاهی از فکر "من" برش گردانند. او برای کمک به پیش‌برد این روند روش های مختلفی پیشنهاد کرد - فرد می‌تواند سوال کند "من کی‌ام؟" یا "این من از کجا آمده است؟" — اما در هر حال مقصود نهایی آگاهی مستمر از "منی" بود که خود را مسئول تمام کنش‌های بدن و ذهن می‌انگارد.

گادمن می‌گوید تفحص خود می‌تواند در همه وقت انجام شود:
به تفحص خود نباید به عنوان مراقبه ای که ساعتی معین در مکانی معین و با وضعیتی خاص انجام می‌گردد نگاه شود؛ تفحص خود باید در تمام ساعات بیداری، صرف نظر از این‌که فرد مشغول به انجام چه کاری است انجام بگیرد. شری رامانا مهارشی هیچ‌گونه تعارضی میان تفحص خود و مشغولیت نمی‌دید و باور داشت با کمی تمرین می‌توان تحت هر شرایطی این کار را انجام داد. گاهی می‌گفت تمرین منظم برای مبتدیان خوب است، اما او هرگز از نشستن در مدیتیشن‌های طولانی طرفداری نمی‌کرد و هرگاه می‌دید یکی از مریدانش تمایل به کنار گذاشتن فعالیت‌های روزمره خود برای یک زندگی مراقبه‌گرانه را از خود نشان می‌دهد مخالفت خود را اظهار می‌کرد.

### خود حقیقی، آگاهی است
رامانا می‌گفت خود، آگاهی است.
حقیقت این است که خود، آگاهیِ لاینقطع و پایدار است. مقصود از تفحص، یافتن ذات حقیقی خود به عنوان آگاهی است. بگذارید تا وقتی جدایی حس می‌شود تمرین ادامه یابد.

دست کشیدن از آگاهی از غیر-خود به آگاهی خالص می‌انجامد.
تو آگاهی یی. آگاهی نام دیگر تو است. بنابراین هیچ نیازی به پرورش یا دست‌یابی به چیزی که (پیشاپیش) هستی نداری. تنها کاری که باید بکنی این است که از توجه به چیزهای دیگر یعنی غیر-خود دست برداری. اگر فرد از آگاهی آن چیزها دست بکشد آگاهی خالص است که می‌ماند، یعنی همان خود.

## یادداشت
1. ↑  اینجاً منظور از «خود»، نفس، هویت یا فردیت شخصی مجزا از دیگر اشخاص نیست، در متون هندی «خود» (در ترجمه‌های انگلیسی Self) به خویشتن حقیقی و تغییرناپذیر مشترک در همهٔ انسان‌ها (که خودشان به آن برهمن می‌گویند) اشاره دارد؛ و در مقابل «من» خویشتن غیر حقیقی و کاذب - همان نفسانیت خودمان - (در ترجمه‌های انگلیسی «i» یا «i thought») هویت فردی مجزا از خود (یا برهمن) است.

## سرچشمه
1. ↑  Sadhu Om 2005, p. 136.
2. ↑  "Self-enquiry". Retrieved 29 December 2012.
3. ↑  "Self-enquiry". Retrieved 29 December 2012.
4. ↑  "Self-enquiry". Retrieved 29 December 2012.
5. ↑  Zimmer 1948, p. 192.